# Lonchopisthus micrognathus
Lonchopisthus micrognathus är en fiskart som först beskrevs av Poey, 1860.  Lonchopisthus micrognathus ingår i släktet Lonchopisthus och familjen Opistognathidae. Inga underarter finns listade i Catalogue of Life.